# Cratere Boole
Boole è un cratere lunare di 61,34 km situato nella parte nord-occidentale della faccia visibile della Luna.
Il cratere è dedicato al matematico britannico George Boole.

## Crateri correlati
Alcuni crateri minori situati in prossimità di Boole sono convenzionalmente identificati, sulle mappe lunari, attraverso una lettera associata al nome.
| Boole | Coordinate            | Diametro (in km) |
| ----- | --------------------- | ---------------- |
| A     | 63°25′12″N 80°34′12″W | 55,88            |
| B     | 63°36′N 77°42′W       | 8,96             |
| C     | 65°22′12″N 82°28′12″W | 17,48            |
| D     | 64°00′36″N 83°22′48″W | 10,82            |
| E     | 62°50′24″N 84°39′36″W | 15,95            |
| F     | 64°06′00″N 79°24′36″W | 33,33            |
| G     | 65°16′12″N 90°40′48″W | 40,49            |
| H     | 61°43′48″N 88°49′48″W | 82,4             |
| R     | 64°23′24″N 78°15′00″W | 13,56            |